# Miaolingium
| ❮ | System          | Serie        | Stufe        | ≈ Alter (mya) |
| ❮ | später          | später       | später       | jünger        |
| - | --------------- | ------------ | ------------ | ------------- |
| ❮ | K a m b r i u m | Furongium    | 10. Stufe    | 485,4 ⬍ 489,5 |
| ❮ | K a m b r i u m | Furongium    | Jiangshanium | 489,5 ⬍ 494   |
| ❮ | K a m b r i u m | Furongium    | Paibium      | 494 ⬍ 497     |
| ❮ | K a m b r i u m | Miaolingium  | Guzhangium   | 497 ⬍ 500,5   |
| ❮ | K a m b r i u m | Miaolingium  | Drumium      | 500,5 ⬍ 504,5 |
| ❮ | K a m b r i u m | Miaolingium  | Wuliuum      | 504,5 ⬍ 509   |
| ❮ | K a m b r i u m | 2. Serie     | 4. Stufe     | 509 ⬍ 514     |
| ❮ | K a m b r i u m | 2. Serie     | 3. Stufe     | 514 ⬍ 521     |
| ❮ | K a m b r i u m | Terreneuvium | 2. Stufe     | 521 ⬍ 529     |
| ❮ | K a m b r i u m | Terreneuvium | Fortunium    | 529 ⬍ 541     |
| ❮ | früher          | früher       | früher       | älter         |

Das Miaolingium ist die dritte Serie des Kambriums in der globalen Geologischen Zeitskala. Es entspricht dem Zeitraum von vor 509 bis 497 Millionen Jahren. Es folgt auf die informelle 2. Serie des Kambriums und geht dem Furongium voraus.

## Namensgebung und Geschichte
Die Serie ist nach dem Miaoling-Gebirge in der südchinesischen Provinz Guizhou benannt. Sie wurde im Jahre 2018 als dritte Serie des seit Mitte der 2000er Jahre viergliedrigen Kambriums formal definiert und entspricht in etwa dem Mittelkambrium des traditionellen dreigliedrigen Kambriums.

## Definition und GSSP
Die Untergrenze der Serie ist durch Erstauftreten der Trilobiten-Art Oryctocephalus indicus definiert. Als GSSP der Miaolingium-Serie (und der Wuliuum-Stufe) dient eine nahe dem Dorf Balang im Kreis Jianhe in der Provinz Guizhou, China, aufgeschlossene Schichtenfolge („Wuliu-Zengjiayan-Profil“) der Kaili-Formation. Die Grenze zum Furongium wird durch das Erstauftreten der agnostoiden Trilobiten-Art Glyptagnostus reticulatus angezeigt.

## Untergliederung
Das Miaolingium wird in drei chronostratigraphische Stufen unterteilt:
- System: Kambrium (541–485.4 mya)
  - Serie: Furongium (497–485.4 mya)
  - Serie: Miaolingium (509–497 mya)
    - Stufe: Guzhangium (500.5–497 mya)
    - Stufe: Drumium (504.5–500.5 mya)
    - Stufe: Wuliuum (509–504.5 mya)

  - Serie: Kambrium 2. Serie (521–509 mya)
  - Serie: Terreneuvium (541–521 mya)